# یواس‌اس تروفایل (۱۸۶۵)
یواس‌اس تروفایل (۱۸۶۵) (به انگلیسی: USS Trefoil (1865)) یک کشتی بود که طول آن 145' 7" بود. این کشتی در سال ۱۸۶۴ ساخته شد.